# Porteren
Porteren of porten is het aanpassen van software, met als doel deze te laten draaien op een ander besturingssysteem of processor dan waar de software oorspronkelijk voor was ontwikkeld. Soms wordt deze term ook gebruikt wanneer het programma herschreven wordt in een andere programmeertaal.
Enkele software-ontwikkelaars claimen dat zij software schrijven die portable is, dat wil zeggen dat de software zeer makkelijk te porteren is naar een ander platform. 

## Porteren van computerspellen
Porteren op het gebied van computerspellen verwijst naar het proces waarbij een computerspel, oorspronkelijk ontworpen voor een specifiek platform zoals een arcade, spelcomputer of pc, wordt aangepast om op een ander platform te draaien, vaak met enkele verschillen. In de beginperiode tot de jaren 90 waren deze "conversies" vaak geen echte ports maar herbewerkte versies van spellen door systeembeperkingen. Het porteren van arcadespellen naar systemen met inferieure hardware, zoals Pac-Man voor de Atari 2600, was uitdagend en leidde soms tot kwaliteitsproblemen. Moderne computerspellen worden vaak ontwikkeld met software die code kan genereren voor meerdere consoles en pc's, waardoor porteren minder uitdagend is.

## Andere betekenis van portable
Portable kan ook draagbaar betekenen, wat wil zeggen dat het programma niet geïnstalleerd hoeft te worden, maar bijvoorbeeld vanaf cd-rom of USB-stick kan worden opgestart.